# George Foreman Grill
George Foreman Grill é uma grelha portátil aquecida eletricamente de dupla face fabricada pela Spectrum Brands. É promovida pelo bicampeão mundial de boxe George Foreman. Desde sua introdução em 1994, mais de 100 milhões de unidades foram vendidas em todo o mundo.

## História
O conceito para a grelha foi criado por Michael Boehm de Batavia. A intenção original era que ela cozinhasse dos dois lados ao mesmo tempo. Um segundo item importante foi reduzir o teor de gordura de hambúrgueres e outras carnes, drenando a gordura em um reservatório separado. O trabalho de engenharia foi realizado por Bob Johnson. Boehm e Johnson trouxeram uma amostra do produto em amarelo brilhante para Salton, Inc. Um vídeo foi exibido, mostrando gordura pingando da grelha para a bandeja de coleta. Eles apresentaram o produto como "The Fajita Express". A grelha foi promovida em feiras do setor no início da década de 1990, mas atraiu pouco interesse inicialmente. Em 1994, começou a ser promovida por George Foreman. Os comerciais se tornaram um sucesso, alavancando as vendas. Na Ásia, o produto foi endossado por Foreman e Jackie Chan.

## Recepção
A grelha atingiu mais de 100 milhões de unidades vendidas desde seu lançamento, um feito que foi alcançado em pouco mais de 15 anos. Embora Foreman nunca tenha confirmado exatamente quanto ganhou com os comerciais, a Salton, Inc. revelou ter pago a ele US$ 138 milhões em 1999 para utilizar seu nome. Antes disso, ele recebia cerca de 40% dos lucros de cada grelha vendida, o que lhe rendia US$ 4,5 milhões por mês no auge. Portanto, estima-se que tenha arrecadado um total de mais de US$ 200 milhões.
O sucesso da George Foreman Grill gerou uma variedade de produtos semelhantes apoiados por celebridade. Nenhum dos concorrentes, no entanto, afetou o predomínio da marca.